# Beryl Bainbridge
Beryl Bainbridge   (Liverpool, 21 de novembre de 1932 - University College Hospital, 2 de juliol de 2010)

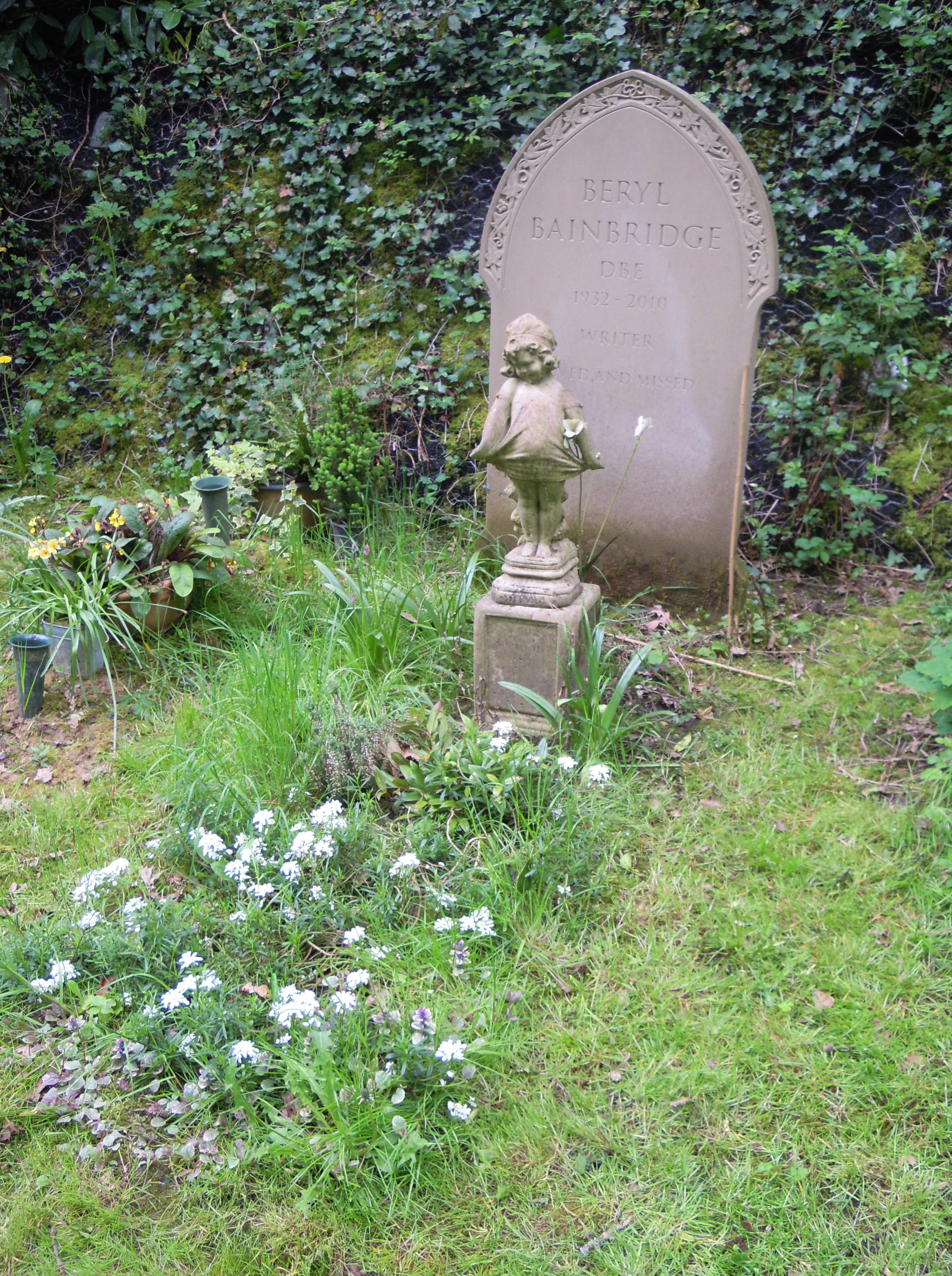
Tomba de l'actriu Beryl Bainbridge.

va ser una novel·lista i actriu de teatre anglesa, coneguda principalment per les seves novel·les psicològiques. Va guanyar el Premi Whitbread Book a la millor novel·la el 1977 i el 1996 i va estar nominada al Premi Booker en cinc ocasions. El 2008 el diari The Times la va incloure en una llista dels "50 millors escriptors britànics des de 1945". El 2000 va ser nomenada Dama Comandant de l'Orde de l'Imperi Britànic.
Va escriure entre d'altres A weekend with Claude (1967), The bottle factory cuting (1974), Injury time (1977), Young Adolf (1978), una fantasia sobre Hitler, i les novel·les Winter Garden (1980) i Everyone for Himself (1996).